# Jurek Gábor
Jurek Gábor ( Szikszó, 2004. június 4. –) magyar labdarúgó, a Diósgyőri VTK játékosa.

## Pályafutása

### Klubcsapatokban
2014 és 2016 között az Encsi VSC (U14) csapatában játszott. 12 éves kora óta a DVTK labdarúgója, az első csapatban 2021. augusztus 15-én mutatkozott be tétmérkőzésen. Első gólját 2022. március 13-án a Békéscsaba elleni találkozón szerezte. 2023. március 13-án az MTK elleni idegenbeli mérkőzésen – csereként beállva – 2 gólt lőtt.
Az első NB I-es szezonjában 23 mérkőzésen játszott és 2 gólt szerzett. A Paks elleni találata (2024. március 16.) kapta a 2023–24-es idény legszebb gólja címet a RangAdó díjátadón.

### A válogatottban
Többszörös korosztályos válogatott. 2023. február 23-án az Észtország ellen 2–1-re megnyert U19-es válogatott felkészülési mérkőzésen gólt szerzett.

## Sikerei, díjai
Diósgyőri VTK
- NB II bajnok: 2022–23

### Egyéni
- A 2023–24-es idény legszebb gólja (RangAdó díjátadó, 2024. május 21.)[3]